# Geel (kleur)
Geel is een primaire kleur bij de subtractieve kleurmenging. Bij de additieve kleurmenging is het een secundaire kleur die wordt verkregen door menging van rood en groen.
De complementaire kleur van geel is blauw.
In het spectrum vindt men geel licht bij straling met golflengtes tussen 565-590 nanometer. Geel heeft als verzadigde kleur de hoogste intensiteit in de kleurencirkel.
Geel van een lage intensiteit wordt als een groen ervaren, waarvoor in het Nederlands de term "olijfgroen" wordt gebruikt. Dit is een geval van het Bezold-Brücke-effect, het gegeven dat waarnemers kleuren als de intensiteit vermindert anders groeperen ten opzichte van kleuren met de volle verzadiging. Dit effect is sterker bij kleuren die intenser zijn bij volle verzadiging en dus het sterkst bij geel.

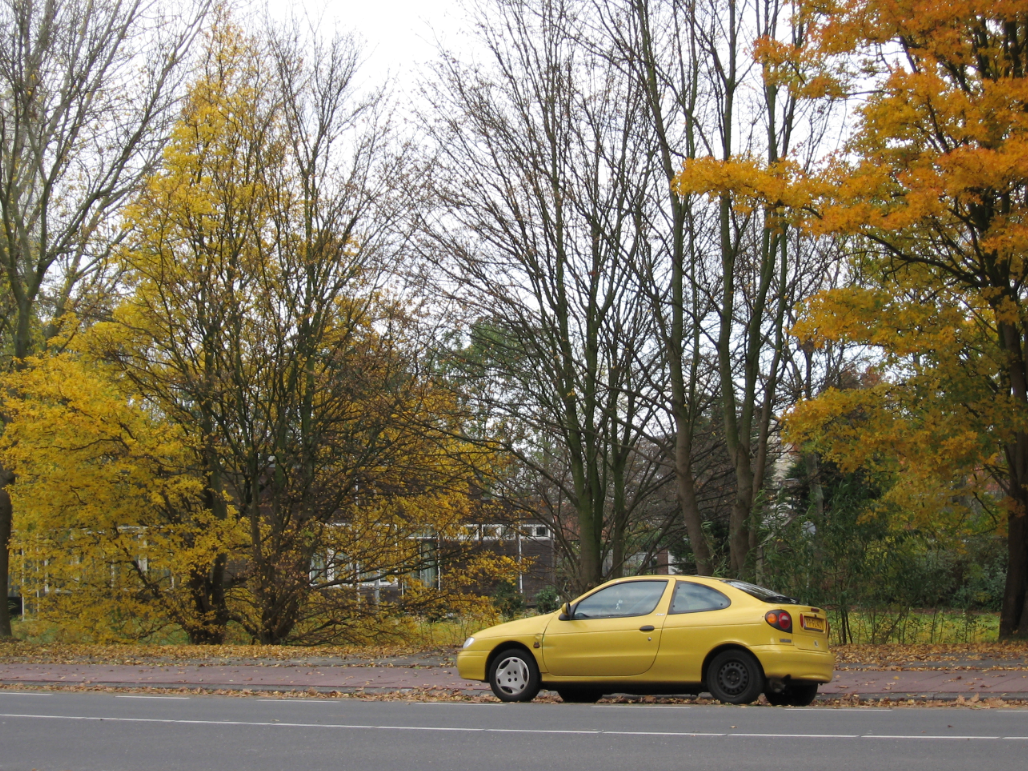
Geel in de natuur en een geel voertuig

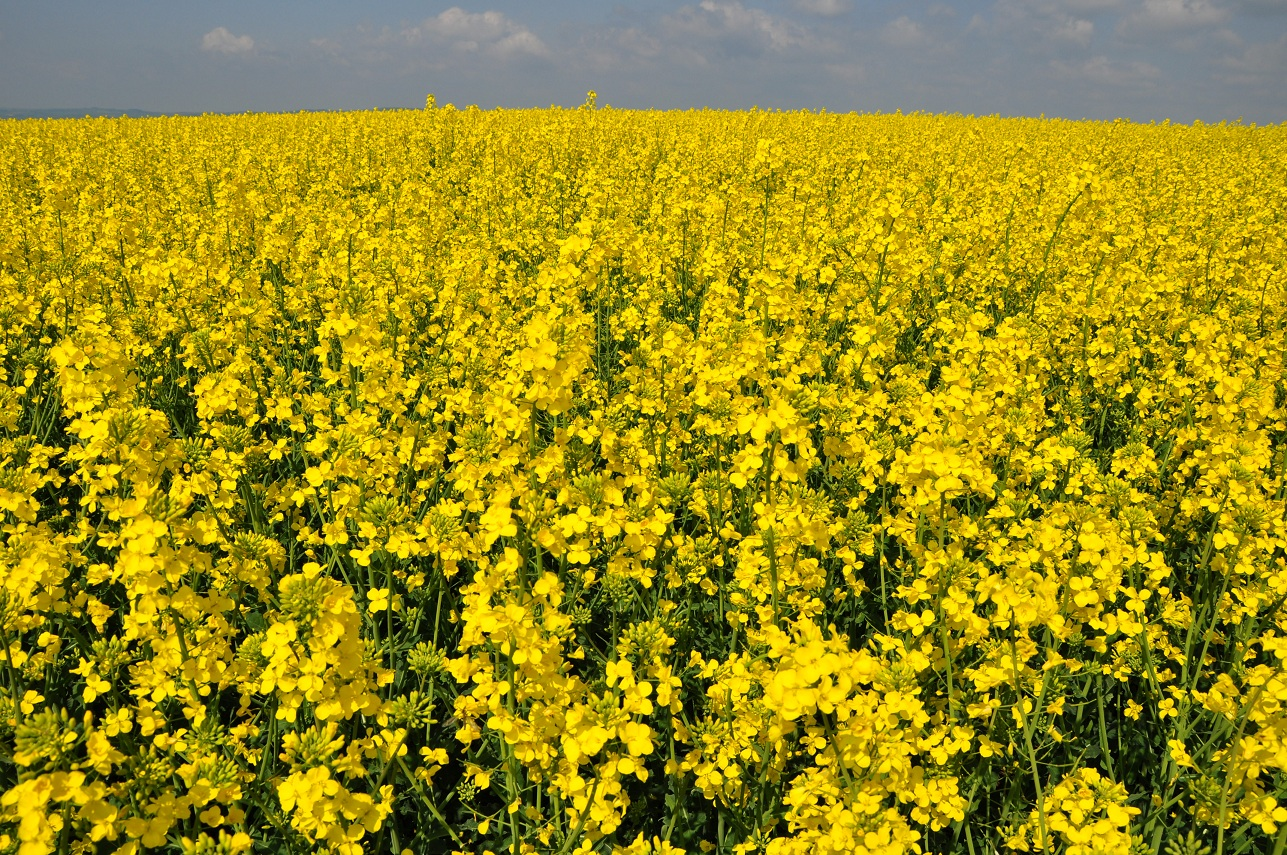
Koolzaadveld

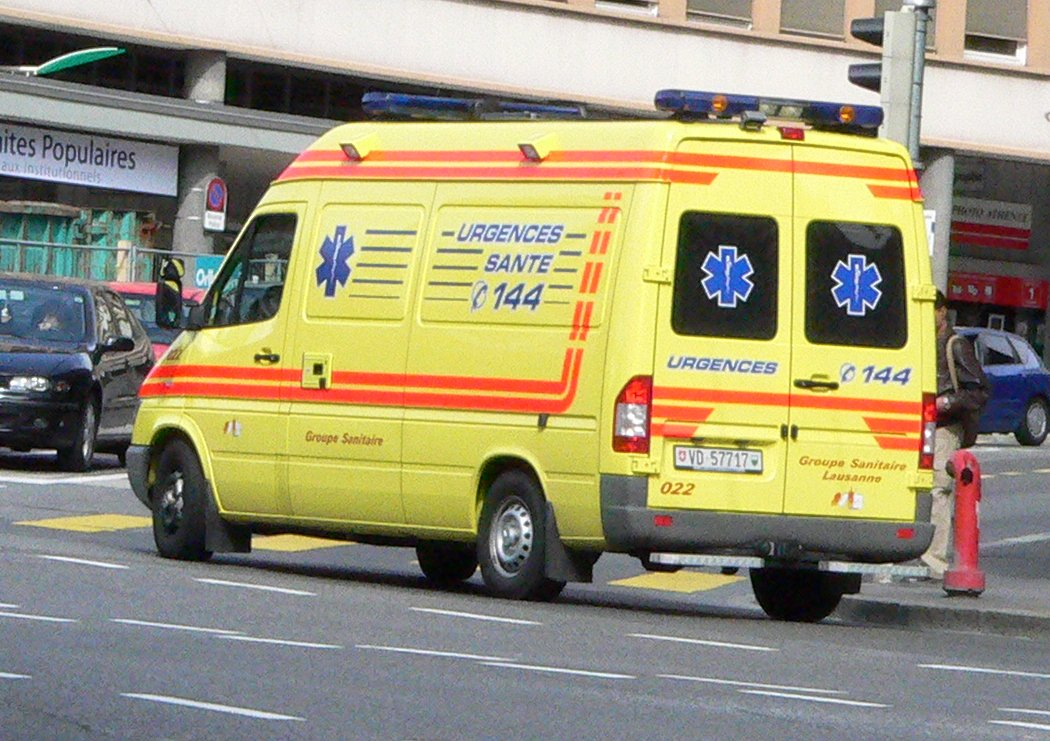
Geel als de standaardkleur voor de ziekenwagen

## Gebruik en gevoelswaarde
Ecologen hebben ontdekt dat insecten een aangeboren voorkeur hebben voor gele bloemen boven rode bloemen. Het veranderen van de bloemenkleur van geel naar rood gedurende de bloeiperiode zorgt er voor dat de insecten de oudere rode bloemen gaan mijden.
Geel wordt veelal ervaren als zonnig en vrolijk in puur geel tot donkergeel. In de westerse Middeleeuwen werd geel gezien als de kleur van de haat. Bij geelzucht wordt geel echter gezien als ongezond. De negatieve bijklank van geel komt ook voor in de zegswijze zich groen en geel ergeren.
In de kleurcodering voor elektronica staat geel voor het cijfer 4. Zuiver geel is in het kleursysteem RAL 1026.
Wordt geel als signaalkleur gebruikt, dan is er sprake van de noodzaak voor oplettendheid:
- Bij verkeerslichten betekent geel (in de volksmond oranje) volgens Nederlandse verkeersregels dat het licht spoedig rood wordt en dat het verkeer, indien redelijkerwijs mogelijk, moet stoppen.
- Bij de spoorwegen betekent een geel licht dat er met beperkte snelheid moet worden gereden.
- De combinatie geel-zwart betekent "opgepast/aandacht".
- Joodse mannen moesten een gele lap dragen in het Kalifaat van de Abbasiden (750-1258)[3].
- Bij het Vierde Lateraans Concilie in 1215 werd besloten dat joden in getto's moesten wonen en merktekens te dragen. Doorgaans een gele lap.[4]
- In Italië waren tot voor kort prostituées herkenbaar aan een geel kledingstuk of attribuut.
- 'Giallo' (geel) is een Italiaans film-genre met een goedkope mix van detective, horror en erotiek.
- Een eigenaar van een hond die met rust gelaten moet worden, bindt een geel lint om de riem.[5]

|                                                                                 |
| Geel in variabele mate van verzadiging (horizontaal) en intensiteit (verticaal) |

## HTML-kleuren
| Nederlandse naam | HTML kleurnaam       | R G B Hex code | R G B Hex code | R G B Hex code | Kleur weergave |
| ---------------- | -------------------- | -------------- | -------------- | -------------- | -------------- |
| Gele kleuren     |                      |                |                |                |                |
| lichtgeel        | Lightyellow          | FF             | FF             | E0             |                |
|                  | Lemonchiffon         | FF             | FA             | CD             |                |
|                  | Lightgoldenrodyellow | FA             | FA             | D2             |                |
|                  | Papayawhip           | FF             | EF             | D5             |                |
|                  | Moccasin             | FF             | E4             | B5             |                |
|                  | Peachpuff            | FF             | DA             | B9             |                |
|                  | Palegoldenrod        | EE             | E8             | AA             |                |
| kaki             | Khaki                | F0             | E6             | 8C             |                |
| geel             | Yellow               | FF             | FF             | 00             |                |
| goud             | Gold                 | FF             | D7             | 00             |                |
| donkerkaki       | Darkkhaki            | BD             | B7             | 6B             |                |

## Kleurnuances
|                      |        |        |        |        |        |        |        |        |        |        |        |        |        |        |        |
|                      |        |        |        |        |        |        |        |        |        |        |        |        |        |        |        |
|                      |        |        |        |        |        |        |        |        |        |        |        |        |        |        |        |
| Van geel naar zwart: |        |        |        |        |        |        |        |        |        |        |        |        |        |        |        |
|                      |        |        |        |        |        |        |        |        |        |        |        |        |        |        |        |
|                      |        |        |        |        |        |        |        |        |        |        |        |        |        |        |        |
| FFFF00               | EEEE00 | DDDD00 | CCCC00 | BBBB00 | AAAA00 | 999900 | 888800 | 777700 | 666600 | 555500 | 444400 | 333300 | 222200 | 111100 | 000000 |
| Van geel naar wit:   |        |        |        |        |        |        |        |        |        |        |        |        |        |        |        |
|                      |        |        |        |        |        |        |        |        |        |        |        |        |        |        |        |
|                      |        |        |        |        |        |        |        |        |        |        |        |        |        |        |        |
| FFFF00               | FFFF11 | FFFF22 | FFFF33 | FFFF44 | FFFF55 | FFFF66 | FFFF77 | FFFF88 | FFFF99 | FFFFAA | FFFFBB | FFFFCC | FFFFDD | FFFFEE | FFFFFF |